# 北闸口镇
北闸口镇，是中华人民共和国天津市津南区下辖的一个乡镇级行政单位。
2020年7月，全国爱卫会命名北闸口镇为2017-2019周期国家卫生乡镇。

## 行政区划
北闸口镇下辖以下地区：
政安里社区、建新社区、前进村、光明村、月桥村、义和庄村、老左营村、正营村、吕坨子村、后营村、高庄房村、裕盛村、仁字营村、建新村、北闸口村、东右营村、西右营村、北义村、三道沟村、大芦庄村、翟家甸村和北闸口电子工业社区。